# Catalunya-Ángel Mir
El Catalunya-Ángel Mir o Massi fue un equipo ciclista profesional español sito en Palafrugell (provincia de Gerona) que estuvo en activo solamente durante las temporadas 2005 y 2006.
Tomó las siguientes denominaciones:
- 2005: Catalunya-Ángel Mir.
- 2006: Massi.

El equipo fue patrocinado por la Generalidad de Cataluña y por las empresas Puertas Ángel Mir primero y Massi posteriormente.
Fue un equipo modesto que logró victorias como la general, además de una etapa en la Volta al Alentejo o una etapa de la Vuelta a Asturias. Sus ciclistas más destacados fueron Xavier Tondo, Carlos Torrent y Javier Alberto González.

## Material ciclista
Bicicletas: Massi
Ropa de competición: Inverse
Cascos: Catlike

## 2005: Catalunya-Ángel Mir

### Plantilla
- Francisco Javier Andújar
- Jordi Berenguer
- Wilson Fernando Cepeda
- Francisco Javier García
- Mikel Gaztañaga
- Gaizka Lejarreta
- Antonio Miguel Parra
- Alberto Rodríguez Oliver
- Marc Rodríguez
- Joaquín Jorge Soler
- Xavier Tondo
- Carlos Torrent

### Palmarés
- Vuelta al Alentejo, más una etapa: Xavier Tondo
- 1 etapa de la Vuelta a Asturias: Xavier Tondo
- 1 etapa de la Vuelta a Castilla y León: Carlos Torrent

## 2006: Massi

### Plantilla
- Francisco Javier Andújar
- Jordi Berenguer
- Wilson Fernando Cepeda
- Francisco Javier García
- Antonio de Jesús García
- Javier Alberto González
- Luis Maldonado
- José Miguel Manzanas
- David Molinero
- Antonio Miguel Parra
- Alberto Rodríguez Oliver
- Joaquín Jorge Soler
- Jordi Vila

### Palmarés
- Clásico RCN, más 1 etapa: Javier Alberto González
- 1 etapa del Doble Copacabana Grand Prix Fides: Javier Alberto González
- 1 etapa del Doble Sucre Potosí GP Cemento Fancesa: Javier Alberto González
- 2 etapas de la Vuelta a Colombia: Javier Alberto González
- 1 etapa de la Vuelta a Extremadura: Antonio Miguel Parra